# The Black Crowes
The Black Crowes è un gruppo rock statunitense, originario della città di Atlanta, fondato nel 1984.
Melody Maker li ha definiti "il gruppo rock'n'roll più rock'n'roll del mondo". Sono inoltre stati indicati come "miglior nuovo gruppo americano" nel sondaggio del 1990 di Rolling Stone e occupano la posizione 92 nella lista dei 100 più importanti artisti hard rock stilata da VH1. Hanno venduto oltre 20 milioni di album in tutto il mondo.

## Storia
La band nacque ad Atlanta nel 1984 con il nome di Mr. Crowes Garden. Nonostante la formazione sia cambiata nel corso degli anni, la forza trainante dei Black Crowes sono, sin dalle origini, i fratelli Chris e Rich Robinson. Nel 1989, influenzati da gruppi come i Led Zeppelin, The Rolling Stones, The Band, The Faces, Little Feat, Creedence Clearwater Revival, incisero il loro primo demo, grazie al quale si vincolarono alla American Recordings.
Nel 1990 realizzarono Shake Your Money Maker, il loro primo lavoro in studio, e grazie al successo dei singoli Hard to Handle, She Talks to Angels, Jealous Again, Twice As Hard e Seeing Things, l'album ebbe un grande successo, vendendo cinque milioni di copie solo negli Stati Uniti. Hard to Handle e She Talks to Angels entrarono tra le prime 30 canzoni della classifica pop americana nel 1991, e contribuirono alla notorietà del gruppo. Quello stesso anno i Black Crowes presero parte al Monsters of Rock accanto ad AC/DC, Metallica, Mötley Crüe, Queensrÿche e Pantera.
Dopo aver rimpiazzato il chitarrista Jeff Cease con Marc Ford, la band incise il suo secondo album The Southern Harmony and Musical Companion nel 1992. Dal disco vennero estratti i singoli Remedy, Thorn in My Pride, Sting Me, Sometimes Salvation e Hotel Illness, che aiutarono l'album a conquistare la cima delle classifiche. Per la sua creazione la band reclutò il tastierista Eddie Harsch, che divenne un membro permanente dal tour seguente. Il 1994, dopo aver scartato l'anno precedente l'album Tall, venne segnato dall'uscita di Amorica, che tuttavia non ebbe lo stesso successo dei precedenti (vinse comunque il disco d'oro).
Nel 1996 venne pubblicato Three Snakes and One Charm; all'inizio del 1997 venne registrato un altro lavoro, chiamato Band, ma dopo il tour estivo della band Marc Ford venne licenziato, Johnny Colt lasciò il gruppo e il progetto fu quindi abbandonato (successivamente molte delle canzoni di Tall e Band vennero recuperate nella raccolta The Lost Crowes). Il bassista Sven Pipien si aggiunse ai Black Crowes nel 1998 e l'anno seguente uscì l'album By Your Side, con etichetta Columbia Records, lavoro che andava in una direzione decisamente differente da quella presa dai due album precedenti Amorica e Three Snakes and One Charm, privilegiando canzoni più snelle e influenzate dalla musica soul. Il chitarrista Audley Freed, proveniente dai Cry of Love, entrò nella formazione, ma non prese parte alle sessioni di registrazione di By Your Side.
Nel 2000 i Crowes fecero un tour ed incisero un album col chitarrista dei Led Zeppelin Jimmy Page, Live at the Greek, che riscosse ottimo successo. Nello stesso anno il cantante Chris Robinson sposò l'attrice Kate Hudson (figlia dell'attrice Goldie Hawn).
Nel 2001 uscì l'album Lions, che includeva canzoni come Lickin' e Soul Singing, e l'anno dopo un nuovo lavoro che raccoglieva pezzi registrati dal vivo durante due concerti all'Orpheum Theatre di Boston; in contemporanea all'uscita di questo disco dal vivo i Black Crowes annunciarono che si sarebbero ritirati dalla scena musicale per un tempo indeterminato. Alcuni membri del gruppo si riunirono per suonare la canzone Sometimes Salvation con i Gov't Mule al Jammy Awards del 2004. In questo periodo Chris Robinson pubblicò due album: New Earth Mud (2002) e This Magnificent Distance (2004). Nel frattempo il fratello Rich formò una band chiamata Hookah Brown, che ebbe vita breve, e poi incise il proprio album da solista Paper (2004).
Nei primi mesi del 2005 i fratelli Robinson ed Eddie Harsch riunirono il gruppo, compresi Marc Ford e Sven Pipien, introducendo il batterista Bill Dobrow. Cinque esibizioni in club del nord-est vennero pubblicizzate misteriosamente, ma con scarsa promozione, sotto il nome di Mr. Crowes Garden e fino a quando non salirono sul palco allo The Staircase di Pittston, si era vociferato che questo gruppo era una riformazione dei Black Crowes. Poco dopo, la fine ufficiale della separazione dei Black Crowes fu segnata da sette spettacoli alla Hammerstein Ballroom di New York alla fine di marzo in cui queste esibizioni fecero il tutto esaurito e così la band aggiunse altre date al tour statunitense, facendo diverse serate tutte esaurite. Dopo solo un paio di concerti Dobrow venne licenziato per il suo scarso interesse nei confronti della band e nel maggio del 2005 i Black Crowes si riunirono col primo batterista Steve Gorman al Tabernacle in Atlanta dove suonarono per cinque serate, sbancando i botteghini. Durante l'estate, il gruppo si unì in tour con Tom Petty and the Heartbreakers. I Black Crowes suonarono poi al concerto di fine anno 2005 nel famoso Madison Square Garden di New York con i North Mississippi All Stars e il primo frontman dei Phish Trey Anastasio, che suonò la parte di chitarra in Hard to Handle.
Il 21 marzo 2006 la band pubblicò il suo primo concerto in DVD, intitolato Freak 'N' Roll... Into the Fog, frutto della performance registrata nello storico Fillmore Auditorium di San Francisco. Tra gli extra del DVD si trova quanto avvenne dietro le quinte dell'esibizione.
Successivamente, i fratelli Chris e Rich Robinson intrapresero un tour di serate acustiche, durante le quali suonarono canzoni loro, cover e nuovi pezzi. Pubblicizzate come Brothers of a Feather: An Acoustic Evening with Chris & Rich Robinson of The Black Crowes, le performance vennero registrate per una possibile pubblicazione. Poco prima dell'inizio del tour autunnale del 2006, tra agosto e settembre, il chitarrista Marc Ford e il tastierista Ed Harsch lasciarono la band, venendo rimpiazzati prima da Paul Stacey e Rob Clores, e dall'estate del 2007 rispettivamente da Luther Dickinson e Adam MacDougall. Nel 2008 la band pubblicò Warpaint, il primo album dopo la reunion, che si rivelò un successo di critica e pubblico, seguito da un intenso tour culminato in Warpaint Live, in cui veniva riproposto l'intero album dal vivo più altri brani e cover. Nel 2009 vide la luce anche il doppio Before the Frost...Until the Freeze, con il solo primo disco stampato (Before the Frost) ed il secondo (Until the Freeze) scaricabile dal sito della band grazie ad un coupon allegato.
Nel 2010, per celebrare il ventennale dal debutto discografico, è uscito Croweology, un album contenente la versione acustica dei brani più rappresentativi della loro carriera. Successivamente Chris Robinson si è dedicato al progetto Chris Robinson Brotherhood e Rich Robinson ha formato il gruppo Magpie Salute con gli ex-crowes Marc Ford e Sven Pipien. Il 15 gennaio 2015 Rich Robinson annuncia lo scioglimento della band per divergenze finanziarie col fratello.
Nel novembre 2019, durante la trasmissione radiofonica The Howard Stern Show, Chris e Rich Robinson annunciano di aver risolto le loro divergenze economiche e di voler intraprendere un tour celebrativo per i trent'anni di Shake Your Money Maker. Lo show viene presentato quello stesso mese al Bowery Ballroom di New York con una formazione totalmente rinnovata ad eccezione dei due fratelli. Il tour doveva partire nel 2020 ma è stato posticipato a causa della pandemia di COVID-19. L'8 gennaio 2021 viene annunciata l'uscita di una edizione deluxe di Shake Your Money Maker e resa disponibile la traccia inedita Charming Mess. Il tour celebrativo viene immortalato nel doppio disco dal vivo Shake Your Money Maker Live.
Ad inizio 2024 il gruppo annuncia il suo primo lavoro di inediti dopo quindici anni, Happiness Bastards, pubblicato il 15 marzo dello stesso anno. L'album è stato anticipato il 12 gennaio dal singolo Wanting and Waiting.

## Discografia

### Album in studio
- 1990 – Shake Your Money Maker
- 1992 – The Southern Harmony and Musical Companion
- 1994 – Amorica
- 1996 – Three Snakes and One Charm
- 1998 – By Your Side
- 2001 – Lions
- 2008 – Warpaint
- 2009 – Before the Frost...Until the Freeze
- 2010 – Croweology
- 2024 – Happiness Bastards

### Album dal vivo
- 1998 – Souled Out Live
- 1998 – Sho' Nuff
- 1999 – Live at the Greek (con Jimmy Page)
- 2002 – The Black Crowes Live
- 2006 – Freak 'N' Roll... Into the Fog
- 2009 – Warpaint Live
- 2013 – Wiser for the time
- 2023 – Shake Your Money Maker Live

### Raccolte
- 2000 – Greatest Hits 1990-1999: A Tribute to a Work in Progress
- 2006 – The Lost Crowes
- 2006 – Soul Singin': The Best of the Black Crowes

## Formazione

### Membri attuali
- Chris Robinson – voce, chitarra, tastiera, armonica a bocca (1984–2002, 2005–2015, 2019–presente)
- Rich Robinson – chitarra (1984–2002, 2005–2015, 2019–presente)
- Erik Deutsch – tastiera (2022–presente)
- Sven Pipien – basso (1997–2000, 2005–2015, 2019–presente)
- Cully Symington – batteria (2023–presente)

### Ex membri
- Marc Ford - chitarra (1991 - 1995)
- Steve Gorman - batteria (1986 - 2015)